# 筑前竹槍一揆
筑前竹槍一揆（ちくぜんたけやりいっき）は、1873年（明治6年）6月に福岡県で起きた民衆暴動、一揆。明治新政府への不満を持つ農民ら近隣の民衆約10万人が蜂起し、福岡県庁などを焼き討ちした。
明治に入って以降、徴兵制、太陽暦の採用、身分制度廃止など明治政府による急激で中央集権な改革が重なり、それに振り回される一般大衆の間に反発が充満するなか、九州地方のまれにみる大干ばつと米価暴騰が加わり、民衆の不満がついに爆発、明治6年6月16日の「猪膝（現・田川市）打ちこわし」を皮切りに、福岡県全域を巻き込む大暴動に発展、県庁などを焼き討ちしたが、県と政府による防備軍により同月25日に鎮圧された。一揆参加者は県内15郡にわたる約10万人と言われ、当時の国内最大級の一揆となった。

## 発端
6月12日夜、嘉麻郡高倉村（現・飯塚市高倉）の日吉神社で七日七夜の雨乞祈願のため集まって宮籠りをしていた農民たちが、金国山で昼は紅白の旗を振り、夜は火を焚いて米相場の情報を合図する「目取り」を発見、米価高騰の原因はこれら相場で荒稼ぎする者のせいであるとして目取りを止めさせようと翌日、猪膝宿に目取り頭である相撲取りの筆海を訪ねたところ口論となり、騒ぎを聞きつけた若者が多数押し寄せて乱闘となった。この騒ぎで農民数名が捕縛されたため、その救出のため嘉麻郡内27か村の25歳以上60歳以下の者が隊を組んで同月16日に猪膝宿を再訪、筆海の家を破壊し、近隣の民家に乱入、さらに目取り仲間の大隈町（現・嘉麻市）の目明し宅を襲い、その他富商宅を襲撃し、騒ぎは拡大していった。捕縛されていた農民はすでに解放され帰村途上にあったが、村民一行とすれ違うことなく行き違いになっていた。

## 経過
一揆勢は猪膝から大隈、さらに穂波郡へ広がり、県庁のあった福岡城を目指して進む一方、騒ぎの知らせを受けた県は学生隊を率いて農民らの説諭に向かった。一揆勢は東からの群衆に加え、南からは秋月を中心とした上座・下座・夜須・御笠郡、西からは早良・志摩・怡土郡の民衆が加わり、その数は総勢十万人に膨れ上がった。一揆に参加した村々の中には、武士と百姓の喧嘩が始まったという噂を聞きつけ、自分たちの村にも武士が攻めてくるのではないかと竹槍を作って準備し、一揆に参加しなければ他村からあらぬ疑いをかけられるやもと人を出したところもあった。
東から向かった一群は同月20日には箱崎から博多の市中になだれ込み、豪商を軒並み襲ったが、慈善家として知られた榎並屋は難を逃れた。為替方の小野組や県庁の官舎も襲われ、鎮圧隊は同月21日についに発砲し、壮士二、三十名も抜刀して斬りつけたため、一揆勢は次第に退却していき、同月25日には収まった。

### 一揆勢の主な要求
県参事に提出された嘆願書のひとつに書かれていた要求には以下があった。
- 年貢３年分の免税
- 学校、徴兵、地券の取りやめ （いずれも1872年に制定。学校は授業料や賦課金が庶民の負担になっていた）
- 藩札の維持 （1871年の新貨条例により藩札が無効になっていた）
- 福岡藩最後の藩主で元知藩事の黒田長知の帰国 （1871年に免職になり東京に転居していた）
- 被差別民の維持 （1871年に穢多非人の解放令が出され、農民は土地を奪われるのではないかと恐れていた）

そのほか、一揆の半年前の1月に始まった新暦に反対し、旧暦の復活を求める声もあった。

## 結果
学校や官舎など明治の新政を象徴する公共施設や、庄屋、富豪など有産階級の家などが多数被害に遭い、棄損家屋は4590軒、死傷者70人を数えた。身分制撤廃による穢多非人等の解放令に反対する者により被差別部落も焼打ちの被害に遭った。
一揆参加者の被処罰者数は約6万4千人にのぼり、斬罪3人、絞罪1人、懲役以上の受刑者は92人、他は杖・鞭で打つ刑や罰金などが課せられた。嘉麻郡筒野村の医師・淵上琢章は発端となった「猪膝打ちこわし」を扇動したとして絞罪、宗像郡本木村の組頭・井上勝次は、大蔵省官員3名殺害の首謀者として斬罪、穂波郡新長吉原村の長澤小三郎も小倉県の役人を殺したとして斬罪とされた。鞭打ち刑を受けた大多数は2円25銭を払って刑を免除された。
福岡県参事の水野千波、権参事の団尚静は責任を取らされて免官、代わりに長野県令立木兼善が福岡県令として赴任した。
鎮圧のための説諭にあたった鎮撫総督・中村用六、権典事・時枝明、福岡第一大区区長・八代利征は、その任務を果たせなかったことを恥じ、割腹自殺した。

## 背景
開国により、従来の土地資本を中心とする封建的制度から商業資本を中心とする資本主義への変革を迫られた明治新政府は、その新しい経済に対応しうるため中央集権に従う政策（明治2年の公卿藩主諸侯武士の階級称号の廃止、禄高削減、明治3年以降の積極的諸開国策、明治4年の廃藩置県、明治5年の国立銀行創立、陸海軍創立など）を次々と打ち出したが、それにかかる膨大な費用を賄うには地租に頼るほかなく、そのため、地主、農民はもとより、禄を減ぜられた士族、中央政権に入れなかった諸藩の不平不満を招き、各種の騒動を引き起こしていた。中でも農民一揆は各地で頻発していた。
また、福岡は近畿地方を除いて歴史的に一揆の多い土地で、国内最初の一揆とされる奈良・京都の徳政一揆（1428年）の2年後には九州で初の一揆の記録があり、1754年には20万人が参加したといわれる久留米の百姓一揆（久留米藩大一揆）が起こっている。本件の直前にも、明治6年4月に怡土郡（現・福岡市、糸島市）で農民一揆が起っていた。

## 影響
近隣の小倉県では一揆抑止のため同年10月に県民に対し布告を出し、筑前一揆の処罰の詳細などを報じた。尻叩きの刑を受けた者が多かったため、当時熱冷ましに用いられていた豆腐の値段が高騰したという。
1877年には不満士族により「福岡の変」が起こった。

## 関連書
- 『筑前竹槍一揆』紫村 一重 葦書房 (1973/1/1)
- 『筑前江川谷 竹槍一揆から秋月の乱まで』多田茂治、葦書房 1979;
- 『筑前竹槍一揆論』上杉聡,石滝豊美、海鳥社 (1988/7/29)
- 『筑前竹槍一揆研究ノート』石瀧豊美、花乱社 (2012/5/1)
- 『近代化と教育 - 筑前竹槍一揆から学校教育の必要性を考える』森 邦昭、デザインエッグ社 (2015/6/29)
- 小説『百姓組頭・井上勝次』平木俊敬、のぶ工房（2019/7）